# Tramvajová trať Malostranská – Bílá Hora
Tramvajová trať Malostranská – Bílá Hora vede v Praze z Malé Strany přes Hradčany na Břevnov a na smyčku Bílá Hora na okraji Řep. Byla postupně vybudována v letech 1910–1937, v roce 1938 byl zrušen původní úsek přes hradčanský Nový Svět. Délka trati je asi 8 kilometrů.

## Historie

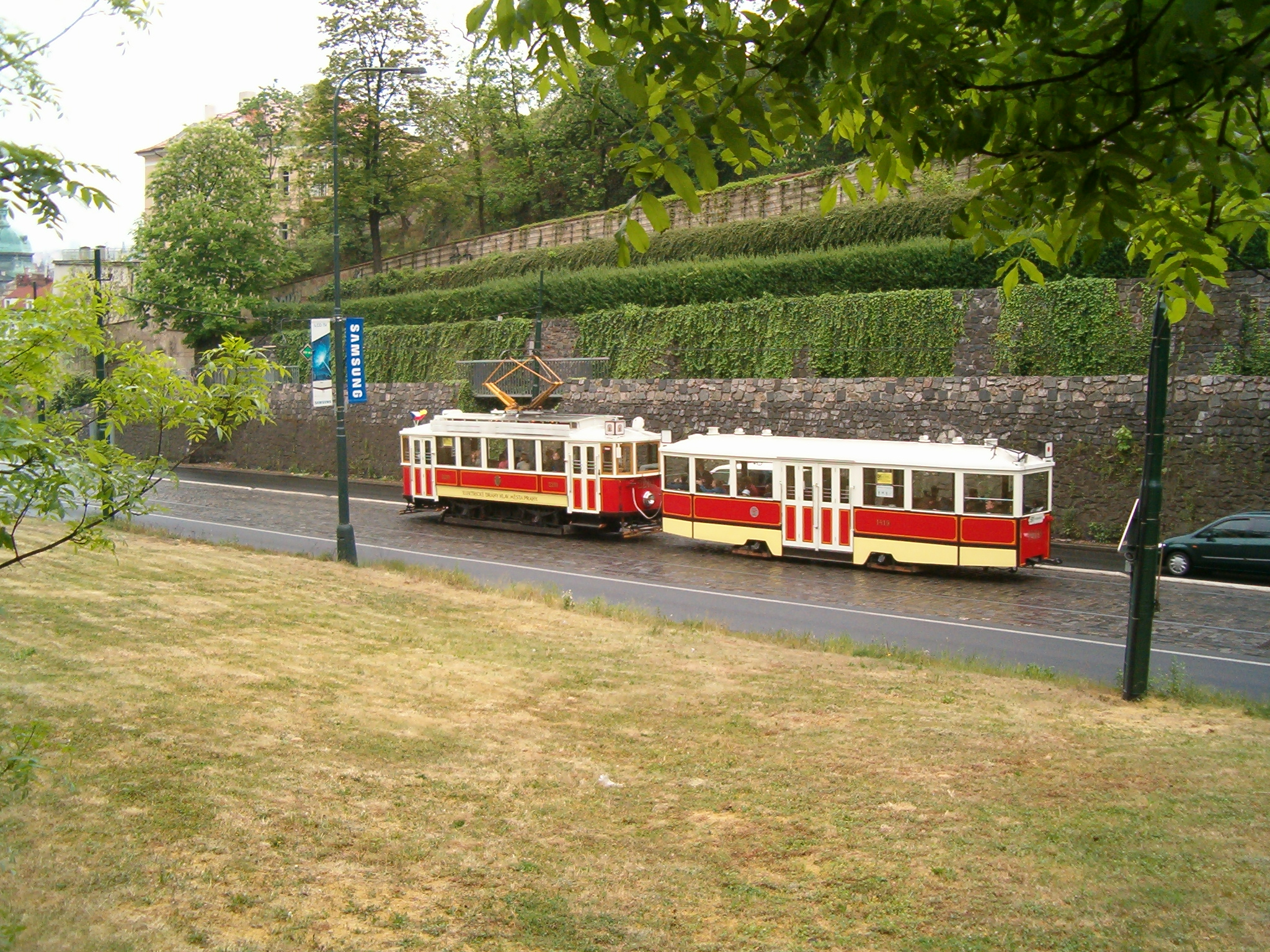
Historická souprava v Chotkově ulici

V roce 1888 navrhl městské radě Adolf rytíř ze Schaecků, c. k. konzul v Ženevě, soustavu čtyř pozemních lanových drah z údolí Vltavy na hradčanský a letenský hřeben. Jedna lanovka měla vést z Thunovské zahrady podél Zámeckých schodů na Hradčanské náměstí, druhá z Klárova (od Bruských kasáren) do Chotkových sadů, třetí v návaznosti na plánovaný parní přívoz od Občanské plovárny na Letnou (do míst dnešní Kramářovy vily) a čtvrtý od mostu císaře Františka Josefa k Letenské restauraci. Realizována byla pouze čtvrtá, letenská lanovka.
Spojení Hradčan s Malou Stranou požadovalo město po Elektrických podnicích od roku 1899, v té době se uvažovalo o ozubnicové parní tramvaji z Malostranského náměstí Nerudovou ulicí. V letech 1908 zavedly Elektrické podniky hl. m. Prahy v této trase první pražskou autobusovou linku, její provoz byl však roku 1909 pro opakované problémy zastaven.
Na Klárov byla tramvaj dovedena nejprve po nábřeží od Holešovic od 2. července 1900. Od 24. června 1901 byl Klárov propojen dvěma jednosměrnými tramvajovými tratěmi s tratěmi na Malostranském náměstí (Tomášskou a Valdštejnskou ulicí na Klárov, Letenskou ulicí zpět). Trať přes řeku ze Starého Města přibyla až po postavení Mánesova mostu 15. července 1914 (současně byl zdvojkolejněn úsek v zastávce Klárov) a od 4. května 1926 byla zrušena trať Valdštejnskou ulicí a nahrazena zdvojkolejněním trati v Letenské ulici).
Tramvajový úsek Klárov – Královský hrad Chotkovou ulicí byl zprovozněn 30. ledna 1910 současně s manipulační kolejí v ulici U Prašného mostu. Od 22. prosince 1911 byla trať prodloužena přes Nový Svět ulicemi U Brusnice, U kasáren, Loretánskou a okrajem Loretánské náměstí na Pohořelec.
Od 26. května 1912 byla u příležitosti VI. všesokolského sletu otevřena spojovací trať od Chotkových sadů ke křižovatce Špejchar dnešní Badeniho ulicí. K jejímu postavení bylo nutno zrušit zdejší úsek městských hradeb (do té doby byl průchod z města k nádraží Bruska možný jen Píseckou branou).
Po prodloužení horní trati od Hradu přes Nový Svět na Pohořelec (22. prosince 1911) se napojení spojky v ulici U Prašného mostu stalo problematickým, protože tramvaj vyjíždějící z jednokolejné spojky na trať musela ve směru na Pohořelec jet až ke kolejovému přejezdu po protisměrné koleji. Od 26. ledna 1913 byla proto tato manipulační spojka zrušena a téhož dne ji nahradila nově zprovozněná spojka v ulici U Brusnice (ta byla od 28. dubna 1926 zdvojkolejněna). Vlastní hlavní trať vedla uvnitř hradeb a nikde nekřížila čáru potravní daně: tu však až do roku 1922 přetínaly všechny tři spojovací tratě (Badeniho, U Prašného mostu i U Brusnice).
Po vzniku Velké Prahy byla od 16. srpna 1923 trať z Pohořelce prodloužena na Břevnov zhruba do oblasti dnešní křižovatky u břevnovského kláštera (tehdy zastávka U Markéty). Od 1. srpna 1928 byla trať prodloužena na Vypich.
6. června 1926 u příležitosti sokolského sletu na Strahově byla zprovozněna nová trať mezi Lumbeovou zahradou (dnes Brusnice) a Pohořelcem podél hradčanských hradeb Jelení a Keplerovou ulicí. K témuž dni byla zprovozněna i spojovací kolej od Pohořelce ulicí Hládkov do dnešní Myslbekovy ulice (během války byla kolej odpojena a rozebrána, po válce obnovena v opačném směru). Od 6. prosince 1933 byl provoz na novém úseku trati Jelení – Keplerova opět zrušen, trať prodělala rozsáhlé terénní a směrové úpravy a 29. května 1938 byla znovu otevřena, již zhruba v dnešním uspořádání. 1. dubna 1938 byl zrušen původní strmý a křivolaký úsek přes Nový Svět.
17. října 1937 bylo otevřeno prodloužení trati z Vypichu přes Malý Břevnov na Bílou Horu (asi 1,2 km).
V roce 1948 byla uvedena do provozu dvě „spartakiádní“ tramvajová nádraží: 1. června 1948 smyčka Královka (modrá) a 25. června 1948 smyčka Dlabačov (červená). Modrou a červenou barvou byly rozlišovány dva svazky linek navážejících účastníky spartakiád.
V padesátých letech prošla modernizací Bělohorská ulice od břevnovského kláštera výše. V jejím rámci byla na přelomu srpna a září 1955 přeložena smyčka Vypich z jižní na severní stranu Bělohorské ulice.
Od 29. prosince 1969 byla zřízena souběžná zkušební kusá kolej o délce 150 metrů od Brusnice k zatáčce do Keplerovy, i s prohlížecí jámou. Prohlížecí jáma byla zasypána roku 1995, zkušební kolej pak byla zrušena k 15. červnu 2000 a nahrazena chodníkem.
Od 1. května 1975 je v provozu druhá kolej ve smyčce Bílá Hora.
V roce 1995 prošel rekonstrukcí úsek Chotkovy sady – Brusnice a poprvé v České republice zde bylo použito zatravnění kolejového svršku. V roce 1996 byla zrekonstruována křižovatka Malovanka, vjezdový trojúhelník smyčky Královka a celý úsek na Bílou Horu kromě okolí koncové smyčky (přitom byla zřízena zastávka Břevnovský klášter). V roce 1997 byla rekonstruována křižovatka Brusnice včetně spojovací tratě. V roce 2000 prošel rekonstrukcí úsek Brusnice – Malovanka, v úseku Brusnice – Pohořelec bylo opět použito zatravnění. V roce 2004 prošel rekonstrukcí úsek v Chotkově ulici.
Smyčka Bílá Hora a její okolí zůstalo při rekonstrukci v roce 1996 netknuto. Nové ukončení by mělo být řešeno v rámci rekonstrukce Karlovarské ulice, která je zatím oddalována. Navrhováno bylo prodloužení trati asi o 300 m a přeložení smyčky do ulice Na bělohorské pláni s možností budoucího prodloužení trati do sídliště Řepy.

## Trasa a zastávky

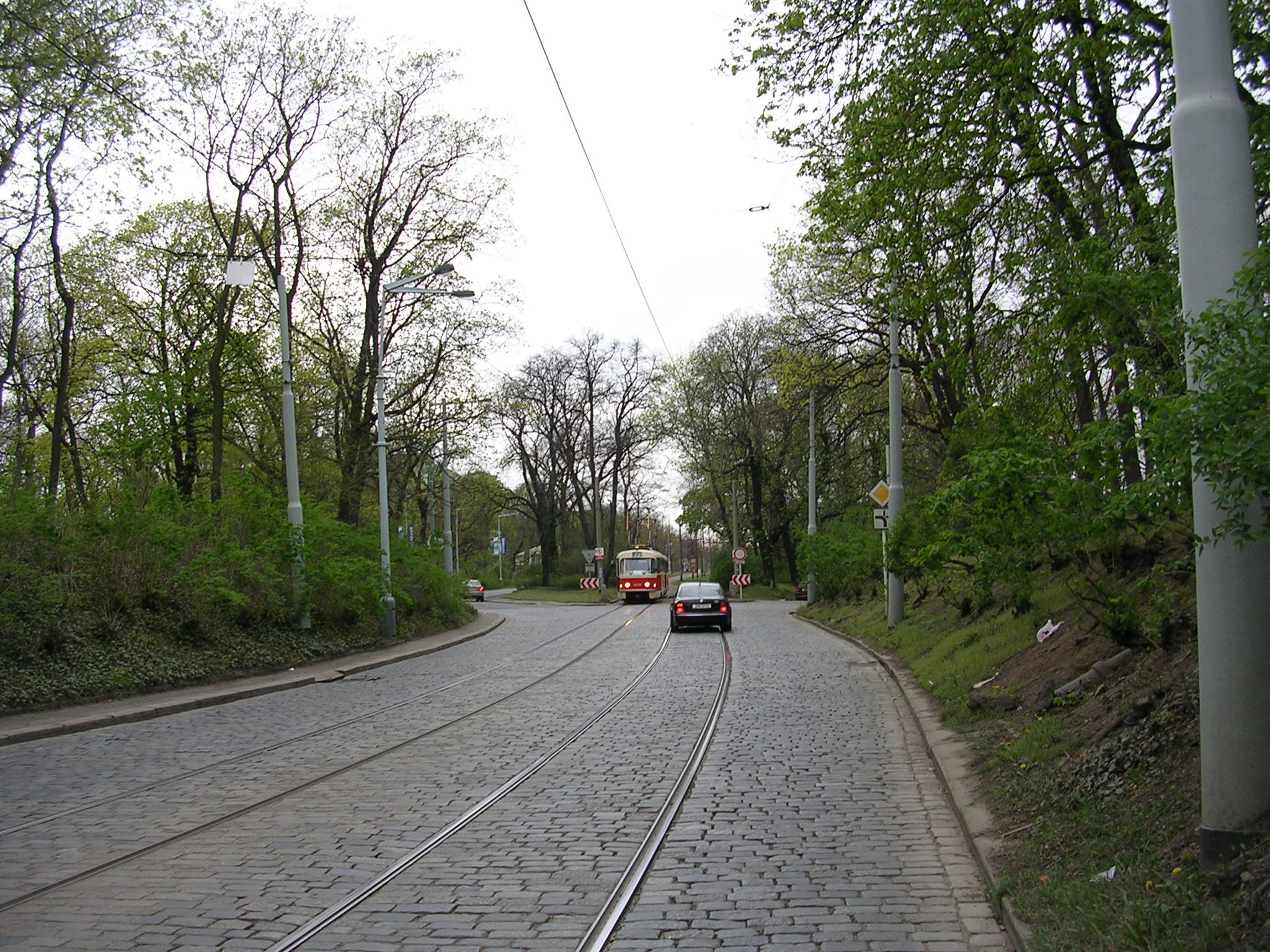
Mariánské hradby, vjezd na samostatné drážní těleso

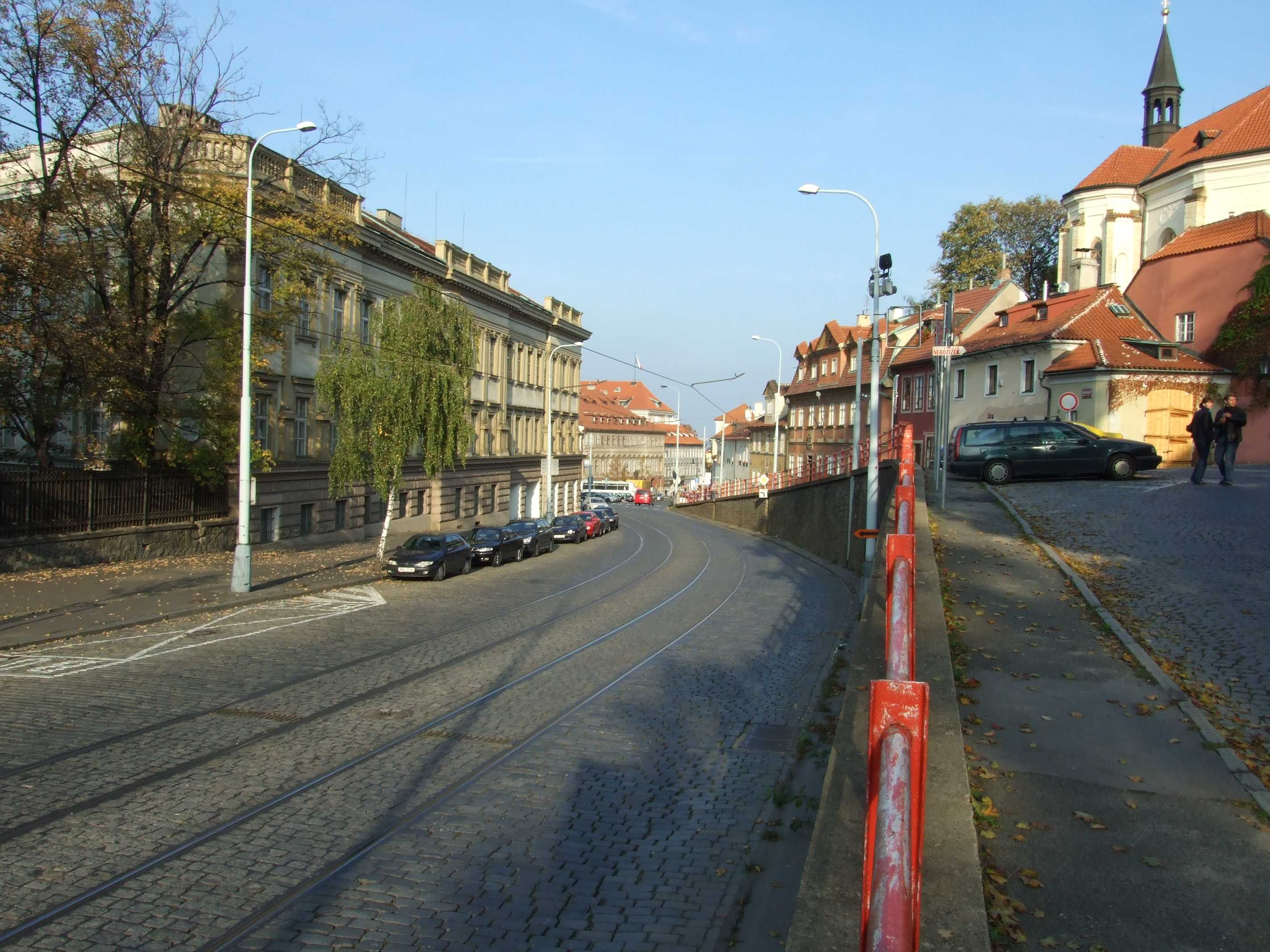
Ulice Dlabačov, pohled k Pohořelci

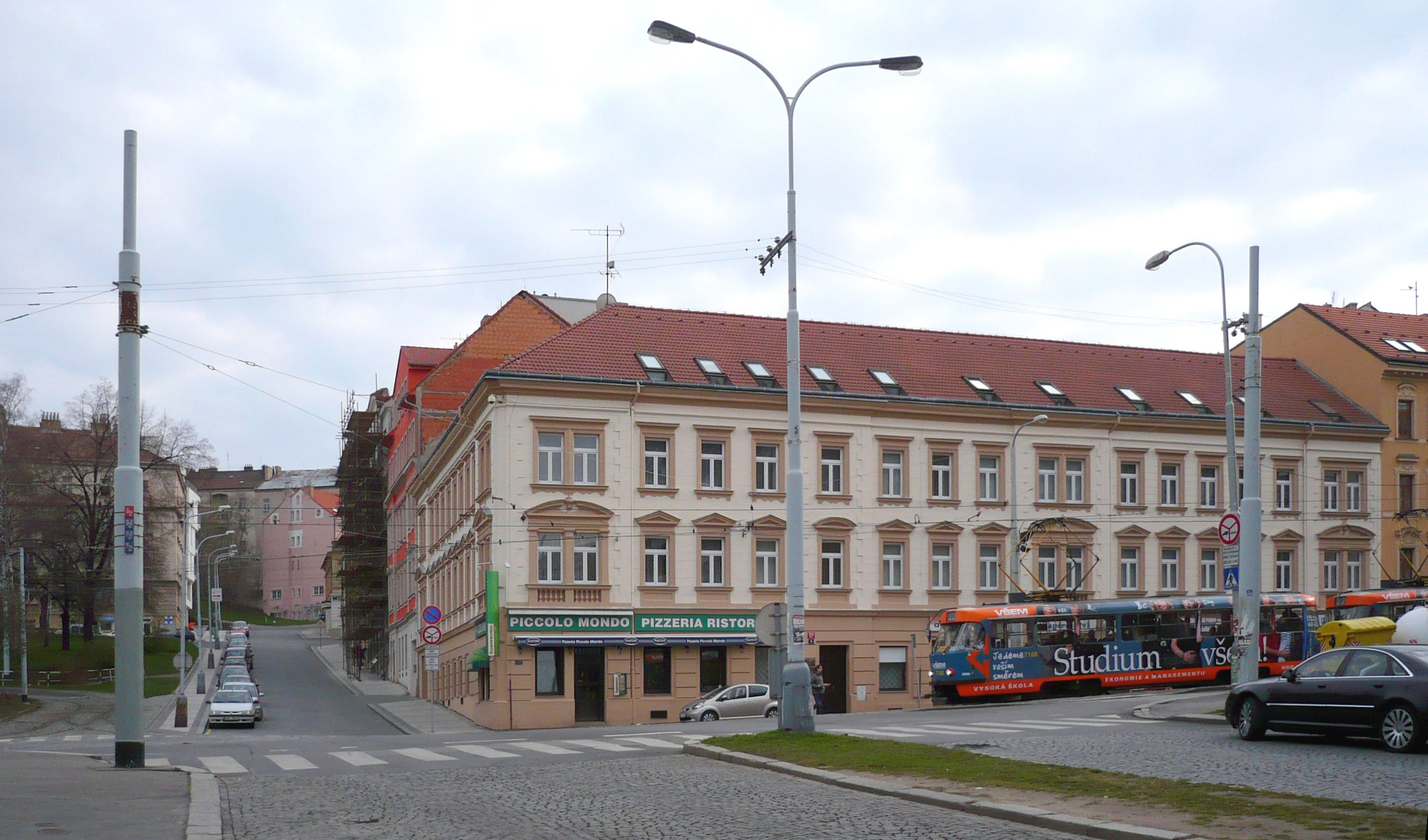
Křižovatka s ulicí Pod Královkou, vlevo vjezd smyčky Královka

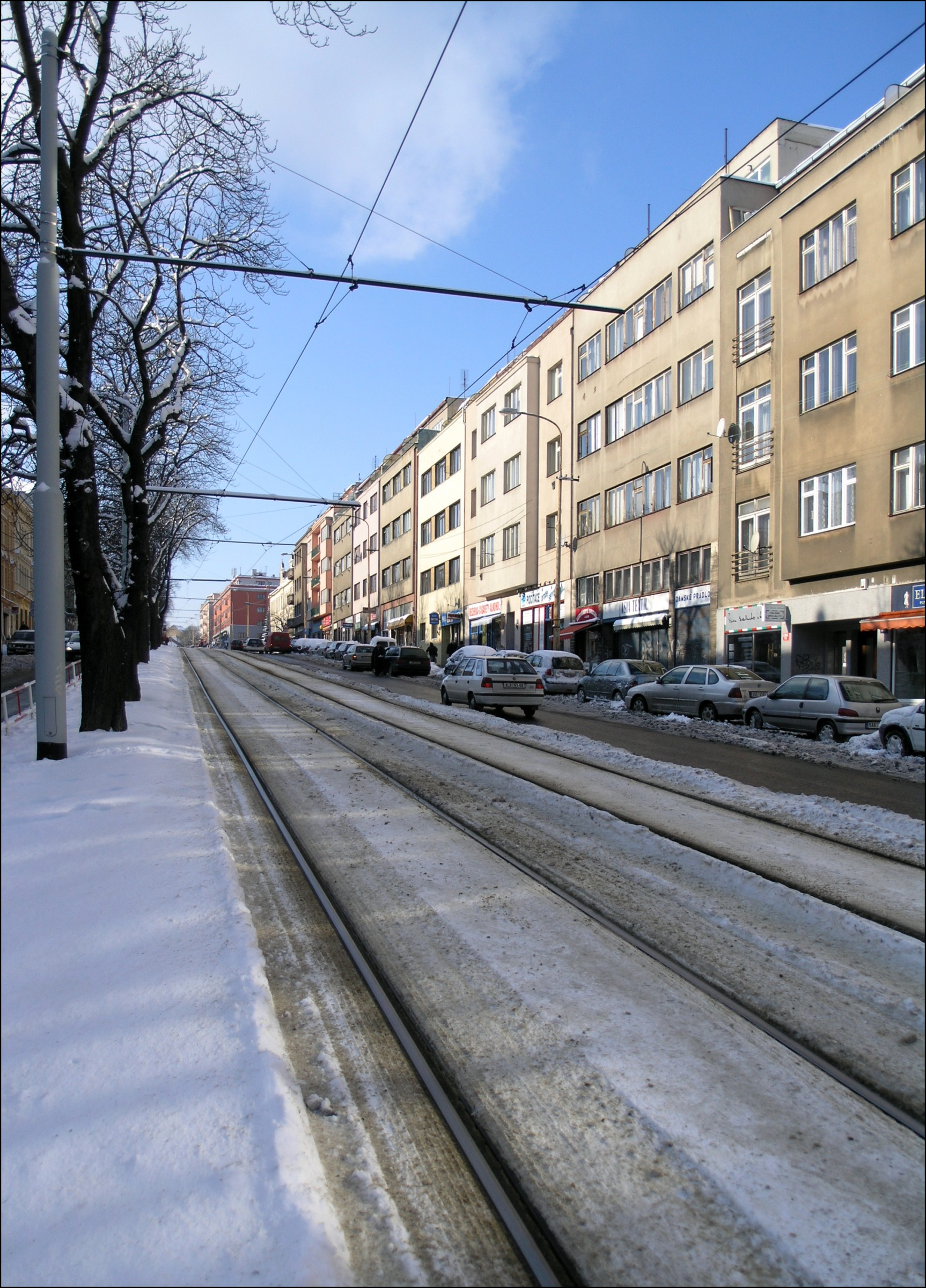
Bělohorská, trať mezi Malovankou a Marjánkou

Trať začíná v ulici Klárov, pokračuje serpentinou středem Chotkovy ulice v úrovni vozovky. Na křižovatce u Chotkových sadů odbočuje doleva do ulice Mariánské hradby, v níž se odděluje na samostatné drážní těleso se zatravněným svrškem vedené stromořadím kolem Královského letohrádku až k zastávce Pražský hrad. Od ní pokračuje po přidruženém zemním tělese se zatravněným svrškem podél Jelení a Keplerovy ulice až na Pohořelec. Z Pohořelce vede v úrovni vozovky středem ulice Dlabačov do zastávky Malovanka. V břevnovském úseku trati, z Malovanky až na Bílou Horu, je trať vedena po zvýšeném tramvajovém pásu ve středu ulice Bělohorské, přičemž v úseku Malovanka – Drinopol je tramvajový pás rozšířen pásem zeleně se stromořadím. Úsek od Malovanky na Bílou Horu je proveden velkoplošnými panely BKV. Úsek Bělohorské ulice od Malovanky k Břevnovskému klášteru má charakter maloměstského bulváru, horní část Bělohorské ulice od kláštera na Bílou Horu je frekventovanou výpadovou komunikací, avšak přístup na zastávky není zajištěn podchody ani světelnou signalizací.
Světelným signalizačním zařízením jsou vybaveny křižovatky Klárov – Letenská, přejezd slepé ulice U Prašného mostu, vyústění trati u zastávky Pohořelec, křižovatka Břevnovský klášter, křižovatka Vypich, přechod a křižovatka s Falckou ulicí na Malém Břevnově a výjezd ze smyčky Bílá Hora. Na trati je mnoho dopravně problematických míst, kde je přednost upravena jen dopravními značkami, přičemž v hradčanském úseku samostatného a přidruženého drážního tělesa je místní úprava provozu v některých místech improvizací, která vybočuje z rámce obecně závazné právní úpravy. Neřízené jsou například křižovatky Klárov – nábřeží Edvarda Beneše, Chotkovy sady, výjezd ze samostatného drážního tělesa pod Královským letohrádkem.
Žádné z míst, kde samostatné nebo přidružené drážní těleso přechází vozovka pozemní komunikace nebo pěší cesta, není označeno jako železniční přejezd; přednost na přejezdech i na vyústěních samostatné dráhy na pozemní komunikaci je vyznačena silničními dopravními značkami v neprospěch tramvají.
Na této trati a v přilehlých úsecích sousedních tratí byly úseky se značným podélným sklonem. Na Novém světě (v úseku zrušeném roku 1938) ulice U kasáren u Kanovnické ulice dosahovala sklonu až 89,3 ‰, v ulici Mariánské hradby u Písecké brány dosahoval v minulosti sklon až 78,8 ‰, v bývalé smyčce Malovanka (1932–1967) až 94,30 ‰, v Myslbekově ulici pod Malovankou 77,4 ‰ a na manipulační trati v ulici U Prašného mostu (1910–1913) bylo v horní částí historicky nejprudší klesání v Praze, 101,9 ‰. Ulice U kasáren byla také nejužší ulicí s tramvajovým provozem, v nejužším místě byla široká jen 3,25 metru.
- křižovatka Klárov – Letenská – Mánesův most, napojení na trať ke Smíchovu a od roku 1914 trať přes Mánesův most
- Malostranská, zastávky v obou směrech, nástupní ostrůvky, přestupní uzel mezi tramvajemi a linkou metra A (do roku 1978 měla zastávka název Klárov)
- křižovatka Klárov – nábřeží Edvarda Beneše, odbočení tramvajové trati do Holešovic
- na Chotkově ulici bývala ve směru dolů před hlavním obloukem od 2. března 1923 do roku 1935 jednosměrná zastávka Chotkova silnice. Od roku 1935 do konce dubna 1978 zde bylo bezpečnostní zastavovací místo.
- křižovatka Chotkovy sady (v současné době tato trať nemá u křižovatky zastávku), v přímém směru pokračuje spojovací trať ke křižovatce Špejchar. Původně v oblasti křižovatky byla i na této trati zastávka Chotkovy sady bývala (1929, 1938, 1948, 1975).
- výjezd trati z ulice Mariánské hradby na samostatné drážní těleso
- Královský letohrádek, zastávky v obou směrech, do počátku 90. let měla zastávka název Belveder. Původně zde zastávka nebyla, nahradila zrušenou zastávku Chotkovy sady.
- Pražský hrad, zastávka ve směru z centra, původní názvy Hrad (1924) a Královský hrad (1929, 1938, 1948), v roce 1975 již měla dnešní název
- křižovatka s ulicí U Prašného mostu, v letech 1907–1910 odbočení spojovací trati ke křižovatce Prašný most
- Pražský hrad, zastávka ve směru do centra
- Brusnice, v obou směrech občasná zastávka pro linku 91 a vyjíždějící či zatahující spoje. Původně název Lumbeova zahrada (1929, 1938), Lumbeho zahrada (1948)
- křižovatka s ulicí U Brusnice, odbočení spojovací trati ke křižovatce Sirotčinec, v minulosti odbočení trati do Nového Světa
- Brusnice, v obou směrech stálá zastávka
- v roce 1929 byla na novém úseku trati v Jelení ulici zastávka Nový Svět, po roce 1933 již neexistovala
- Pohořelec, zastávka ve směru z centra (původně nejméně do roku 1948 Pohořelec, poté nesla též název Památník písemnictví)
- výjezd z přidruženého drážního tělesa do středu komunikace, vyústění manipulační koleje z ulice Hládkov
- Pohořelec, zastávka ve směru do centra (nástupní ostrůvek)
- křižovatka Pohořelec, v minulosti napojení na trať přes Nový Svět
- napojení smyčky Dlabačov (vjezd i výjezd v jednom místě)
- křižovatka s Myslbekovou ulicí, napojení trati k Vozovně Střešovice
- Malovanka, zastávky v obou směrech, nástupní ostrůvky, resp. nástupiště na zvýšeném tramvajovém pásu. Nejméně do roku 1938 měla zastávka v této oblasti název Dlabačov, v roce 1948 měla zastávka již dnešní název a umístění
- výjezd ze smyčky Královka (u křižovatky s ulicí Gymnastickou)
- vjezd do smyčky Královka (v křižovatce s ulicemi Za Strahovem a Pod Královkou). V roce 1929 a 1938 byla někde v této oblasti zastávka Na Královce, v roce 1948 Královka
- Marjánka, zastávky v obou směrech, ve směru do centra je nástupiště od vozovky odděleno pásem zeleně (v roce 1929 i 1938 Na Marjánce, v roce 1948 již dnešní název)
- Drinopol, zastávky v obou směrech, ve směru do centra je nástupiště od vozovky odděleno pásem zeleně (v roce 1929 tato zastávka neexistovala, v roce 1938 měla již nynější název)
- U Kaštanu, zastávky v obou směrech (v roce 1929 i 1938 Tomkova ul. podle tehdejšího názvu dnešní Břevnovské ulice, v roce 1948 U Sládků)
- Břevnovský klášter, zastávky v obou směrech byly zřízeny při rekonstrukci v roce 1996 (od roku 1923 nejméně do roku 1938 tu bývala zastávka U Markéty, v roce 1948 Sv. Markéta)
- křižovatka Břevnovský klášter, zalomení Bělohorské ulice do části navazující na Patočkovu
- Říčanova, zastávky v obou směrech (v roce 1929 tato zastávka neexistovala, v roce 1938 byla jednosměrná zastávka Hošťálkova ulice ve směru dolů – do centra, v roce 1948 tu opět žádná zastávka nebyla)
- Vypich, zastávky v obou směrech
- napojení smyčky Vypich
- křižovatka Vypich (Bělohorská – Kukulova – Ankarská), v letech 1977–1979 zde ústila provizorní manipulační jednokolejná tramvajová trať Motol – Vypich
- v roce 1938 i 1948 existovala v úrovni začátku zástavby Malého Břevnova zastávka U Modré Hvězdy, v roce 1975 již nikoliv
- Obora Hvězda, tramvajová zastávka od roku 2009 - v obou směrech, u křižovatky ulic Slezanů a Bělohorská, spojena podchodem
- Malý Břevnov, zastávky v obou směrech
- navázání Bělohorské a Karlovarské ulice, křižovatka s ulicemi Čistovická a Thurnova, hranice Břevnova a Řep, konec zvýšeného tramvajového pásu
- vjezd do smyčky Bílá Hora
- výjezd ze smyčky Bílá Hora

Smyčka Bílá Hora je již na katastrálním území Řep, v bezprostřední blízkosti trojmezí Řepy – Břevnov – Ruzyně a nedaleko severozápadně od trojmezí Řepy – Břevnov – Motol.
Zrušený úsek přes Nový Svět (U Brusnice, U kasáren, Loretánská, Pohořelec):
- křižovatka Lumbeova zahrada (dnes Brusnice)
- Kanovnická ulice, zastávka
- Loretánská ulice, zastávka
- Pohořelec, zastávka a později křižovatka

## Napojení

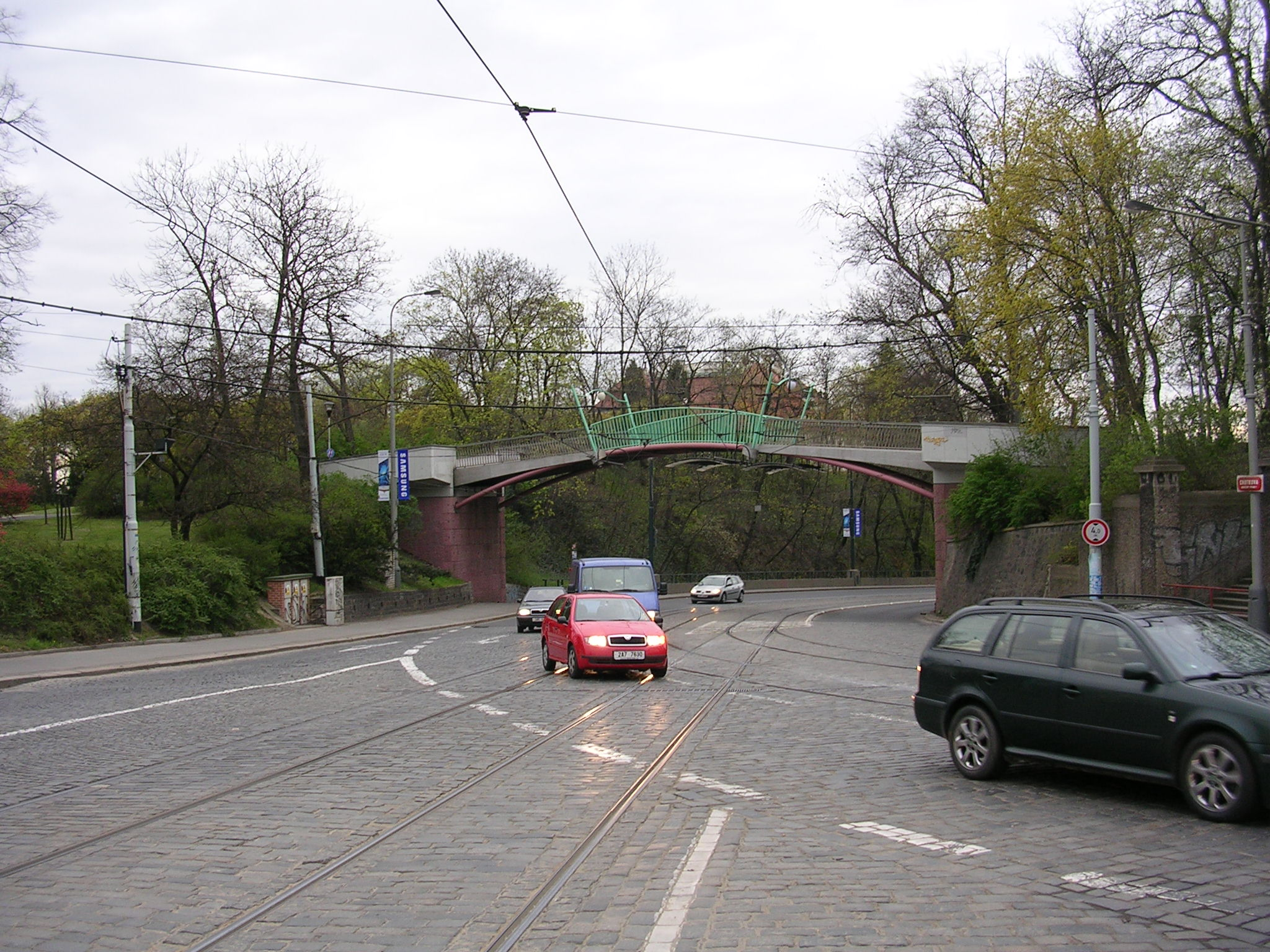
Křižovatka Chotkovy sady

Křižovatka Klárov – Letenská – Mánesův most, napojení úseku v ulici Klárov se zastávkami Malostranská na trať ke Smíchovu a trať přes Mánesův most. V přímém směru mezi Mánesovým mostem a Letenskou ulicí koleje vedou, ale v pravidelném provozu v této relaci žádná linka nejezdí. Kolejová křižovatka zde vznikla 15. července 1914 kdy dvojkolejná trať vedla z Klárova na Mánesův most a z obou směrů byla možná jízda do jednosměrné trati v Letenské ulici. Při zdvojkolejnění trati v Letenské od 4. května 1926 bylo zároveň zrušeno přímé kolejové propojení mezi Letenskou ulicí a Mánesovým mostem; doplněno bylo od 11. září 1954. V roce 1995 byla křižovatka současně s přilehlým úsekem Letenské ulice zrekonstruována a mírně přemístěna, v roce 2006 byla zrekonstruována část křižovatky blíže k zastávkám. Křižovatka je klasické konstrukce s krytem ze žulové dlažby.
Křižovatka Klárov – nábřeží Edvarda Beneše, odbočení tramvajové trati do Holešovic, kolejovými oblouky je napojena do obou směrů. V minulosti o něco výše vyúsťovala z Valdštejnské ulice na Klárov jednokolejná větev trati od Malostranského náměstí. Kolejová křižovatka vznikla 24. června 1901, když na stávající trať od Holešovic navázala dvojice jednosměrných tratí k Malostranskému náměstí. Od 30. ledna 1910 přibyla trať ke Hradu, všechny tratě byly obloukově propojeny. Od 15. července 1914 byla zdvojkolejněna trať od dnešních zastávek na Klárově, přitom bylo uspořádání křižovatky výrazně přebudováno. Od 4. května 1926 nabyla křižovatka zhruba dnešního uspořádání: rekonstruována a mírně přemístěna byla naposledy v roce 1995.
Křižovatka Chotkovy sady (v současné době tato trať nemá u křižovatky zastávku), v přímém směru od Chotkovy pokračuje spojovací trať ulicí Badeniho ke křižovatce Špejchar. Ta je kolejově propojena manipulačními oblouky i do ulice Mariánské hradby. Trať se zde větví od roku 1912.
Křižovatka Pražský hrad, s ulicí U Prašného mostu, v letech 1910–1913 zde odbočovala spojovací trať ke křižovatce Prašný most.
Křižovatka Brusnice (dříve Lumbeova zahrada), s ulicí U Brusnice, od roku 1913 odbočuje spojovací trať ke křižovatce Sirotčinec, v současné době je napojena kolejovými oblouky do obou směrů hlavní tratě. V letech 1911–1938 z této křižovatky odbočovala trať do Nového Světa. V letech 1926–1933 pokračovala původní Jelení ulicí přímá trať k Pohořelci, od roku 1938 byla přeložena do dnešní polohy.
Pohořelec: současně se zřízením trati Jelení a Keplerovou ulicí byla vybudována i jednokolejná spojka ulicí Hládkov od Pohořelce do dnešní Myslbekovy ulice a tou pak až do křižovatky Dlabačov. Od zavedení pravostranného provozu 26. března 1939 byla spojovací kolej nevyužívaná, v srpnu 1941 byla v křižovatce Dlabačov odpojena a koncem roku 1943 rozebrána. 16. června 1947 byla spojovací kolej obnovena. Je klasické konstrukce se žulovou dlažbou. V letech 1926–1938 se na Pohořelci sbíhala původní větev trati (přes Nový Svět) s novou (z Keplerovy).
Křižovatka Malovanka (Dlabačov), křižovatka tvaru T s Myslbekovou ulicí. Trať k Vozovně Střešovice je napojena oběma páry oblouků (do ulice Bělohorské i do ulice Dlabačov), avšak není propojena s protilehlou smyčkou Dlabačov. Trať z Myslbekovy ulice na Dlabačov ústí od roku 1926, od 5. června 1932 byla tříkolejná (zvlášť kolej z Hládkova a zvlášť od vozovny Střešovice), od rekonstrukce v roce 1941 dvojkolejná. Poslední rekonstrukcí prošla křižovatka v roce 1996. Trať je v křižovatce dlážděná žulovými kostkami.

## Obratiště

### Malovanka
Bývalá bloková smyčka Malovanka vedla z Bělohorské ulice vpravo do ulice Na Malovance a vpravo ulicí Za Pohořelce, z níž ústila do trati v Myslbekově ulici. Smyčka byla zprovozněna 5. června 1932 a zrušena 1. listopadu 1967; část napojená k trati v Myslbekově ulici byla zrušena až roku 1971. V závěrečném úseku jsou patrné pozůstatky kolejí.

### Dlabačov
Smyčka Dlabačov je jedním ze dvou „tramvajových nádraží“ vybudovaných v roce 1948 pro účely sokolských sletů. Je napojená jednosměrně ve směru od Pohořelce.

### Královka
Smyčka Královka je jedním ze dvou „tramvajových nádraží“ vybudovaných pro účely sokolských sletů a později užívaných pro obsluhu spartakiád a dalších akcí konaných na nedalekém Strahovském stadionu. Zprovozněna byla 1. června 1948 a její barva (použitá na monumentu s označením názvu zastávky i na označení speciálních spartakiádních linek) je modrá. Smyčka má tři souběžné koleje, na nichž jsou v přímém úseku v odjezdové části smyčky umístěny tři výstupní a tři nástupní zastávky, pro přístup k nim je zbudována od Vaníčkovy ulice ocelová lávka se schodišti, překračující ulici Gymnastickou. Smyčka slouží pro ukončení linek i v pravidelném provozu, pravidelné linky však mají výstupní i nástupní zastávky na Bělohorské ulici (společné s nácestnými zastávkami Malovanka) a smyčku projíždějí pouze manipulačně. Smyčka je na hlavní trať v Bělohorské ulici napojena obousměrně, oblouky ve směru od Bílé Hory a k Bílé Hoře však mají nepříznivé sklonové a směrové poměry. Vjezd do smyčky je křižovatkou Bělohorská – Za Strahovem, výjezd ze smyčky je směrem do centra souběžný s ulicí Gymnastická. V roce 1996 prošel vjezdový trojúhelník smyčky rekonstrukcí. Rekonstruovaná část má kryt ze žulové dlažby, původní část z vyžilého asfaltu, udusané hlíny či divoce prorůstající trávy. V některých obdobích zde bývala ukončena pravidelná linka (v letech 1998–2008 linka 23), při akcích na strahovském stadioně tu končívala speciální linka od Špejcharu (v posledních letech označovaná číslem 42). Od roku 2017 (s obnovením od 16. května 2022) je zde ukončena pravidelná tramvajová retrolinka 23.

### Vypich

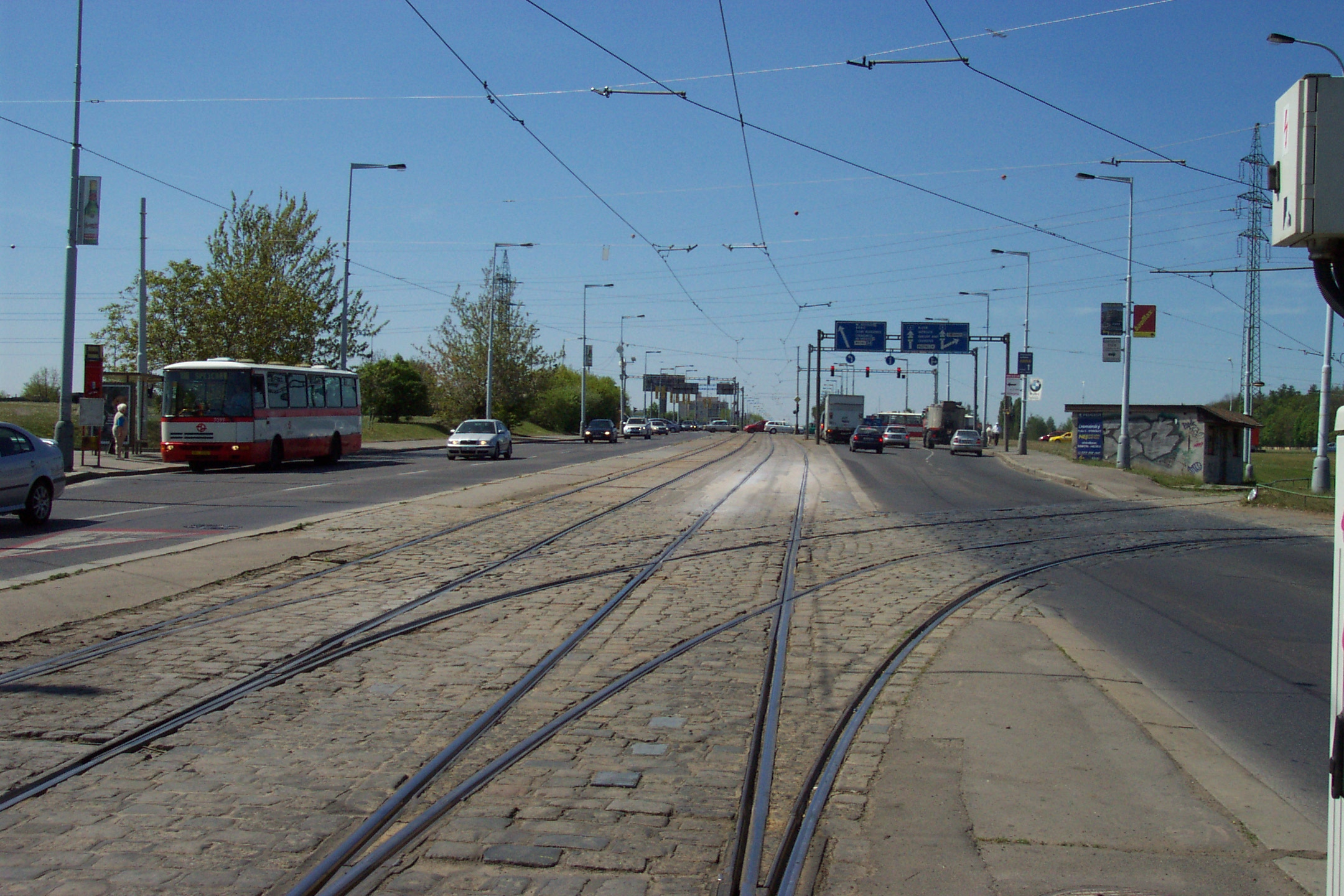
Bělohorská ulice, odbočka do smyčky Vypich

Smyčka Vypich je jednokolejná smyčka s předjízdnou kolejí umístěná severně od Bělohorské ulice, v klínu mezi ulicemi Na Vypichu a Ankarská. Vjezd i výjezd ze smyčky je soustředěn do jedné „křižovatky“, větvení i opětovné spojení kolejí smyčky je na drážním tělese mimo pozemní komunikaci. Prostor u sociálního zařízení pro řidiče kdysi sloužil i jako nástupní zastávka, v současné době je však výstupní a nástupní zastávka společná s nácestnými zastávkami na hlavní trati a ve vlastní smyčce žádné zastávky nejsou. Do smyčky je možné vjíždět pouze ve směru z centra a vyjíždět je možné pouze do centra. Tramvaj vjíždějící do smyčky má před souběžně přijíždějícími silničními vozidly přednost ze zákona, vyjíždějící tramvaj musí však dávat silničním vozidlům přednost a výjezd je zabezpečen světelnou signalizací. Vjezdová a výjezdová část smyčky má kryt z žulové dlažby, vlastní smyčka má kryt z rozpadlého asfaltu prorůstajícího trávou. Původní smyčka, zřízená 1. srpna 1928, byla na opačné straně Bělohorské ulice. Původní smyčka byla zrušena a dnešní smyčka uvedena do provozu na přelomu srpna a září 1955.

### Bílá Hora

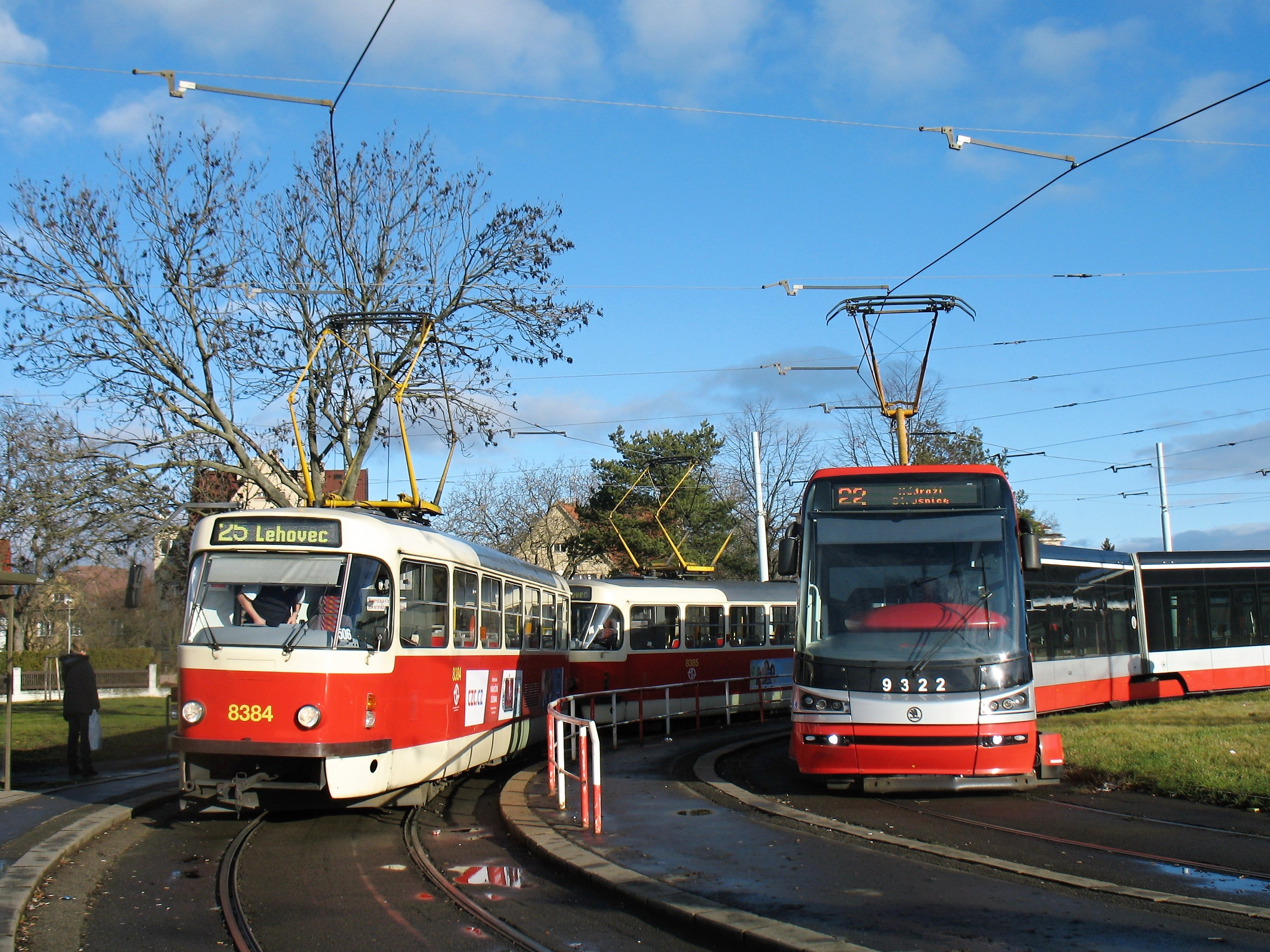
Smyčka Bílá Hora

Smyčka Bílá Hora je jednokolejná koncová smyčka s předjízdnou kolejí, situovaná v parčíku severně od Karlovarské ulice (ve směru příjezdu vpravo). Rozjezdová i sjezdová výhybka jsou umístěna na Karlovarské ulici, uvnitř smyčky není možné mezi kolejemi přejíždět. Výstupní i nástupní zastávky jsou umístěny ve smyčce, pro každou kolej zvlášť. Vjezd do smyčky je v křižovatce s ulicí Zličínskou, v přilehlé části se nachází také bývalé obratiště městských autobusů, výstupní zastávky tramvají přiléhají k nástupní zastávce autobusů. Nástupní zastávky jsou umístěny na straně přilehlé ke kostelu Panny Marie Vítězné. Všechny zastávky jsou umístěny alespoň zčásti v levotočivém oblouku, což nevyhovuje nynějším normám. Výjezd z nástupních zastávek je zajištěn pomocí světelného signalizačního zařízení, které tlačítkem ovládají řidiči tramvají a které řídí zároveň i přilehlý přechod přes Karlovarskou ulici (s tlačítky pro chodce). V závěrečné části smyčky je odjezdová kolej vedena již po Karlovarské ulici. Smyčka byla zřízena 17. října 1937, druhou kolej však má až od 1. května 1975. Trať je klasické pražcové konstrukce, v okolí výhybek je svršek kryt žulovou dlažbou, v samotné smyčce má asfaltový kryt. V rámci zamýšlené rekonstrukce Karlovarské ulice se uvažuje o zrušení smyčky v původním umístění a zřízení nové smyčky asi o 300 m dále a na opačné straně od Karlovarské, v ulici Na bělohorské pláni, s možným pokračováním trati do sídliště Řepy.

## Doprava

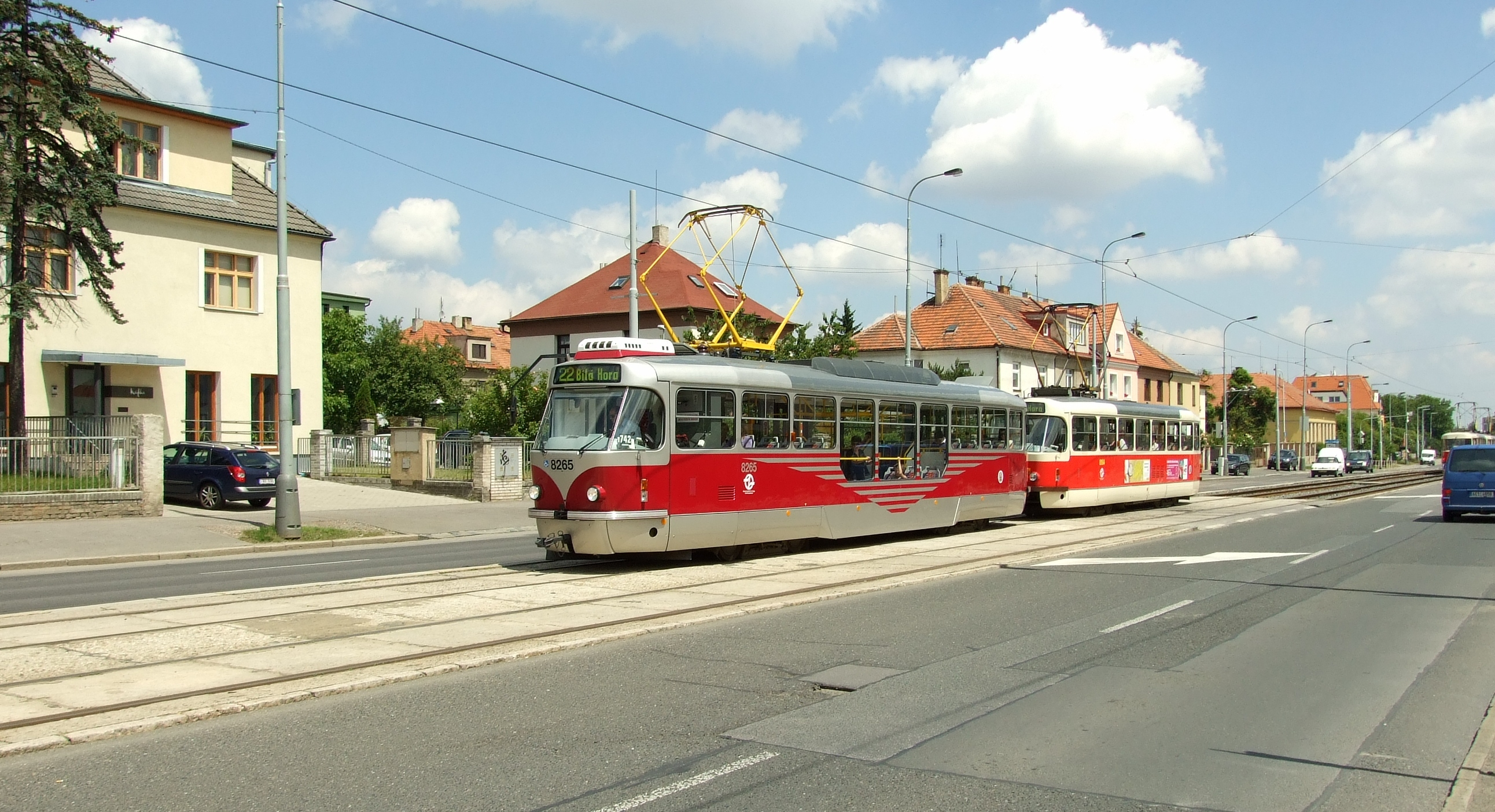
Tramvaj nedaleko zastávky Malý Břevnov

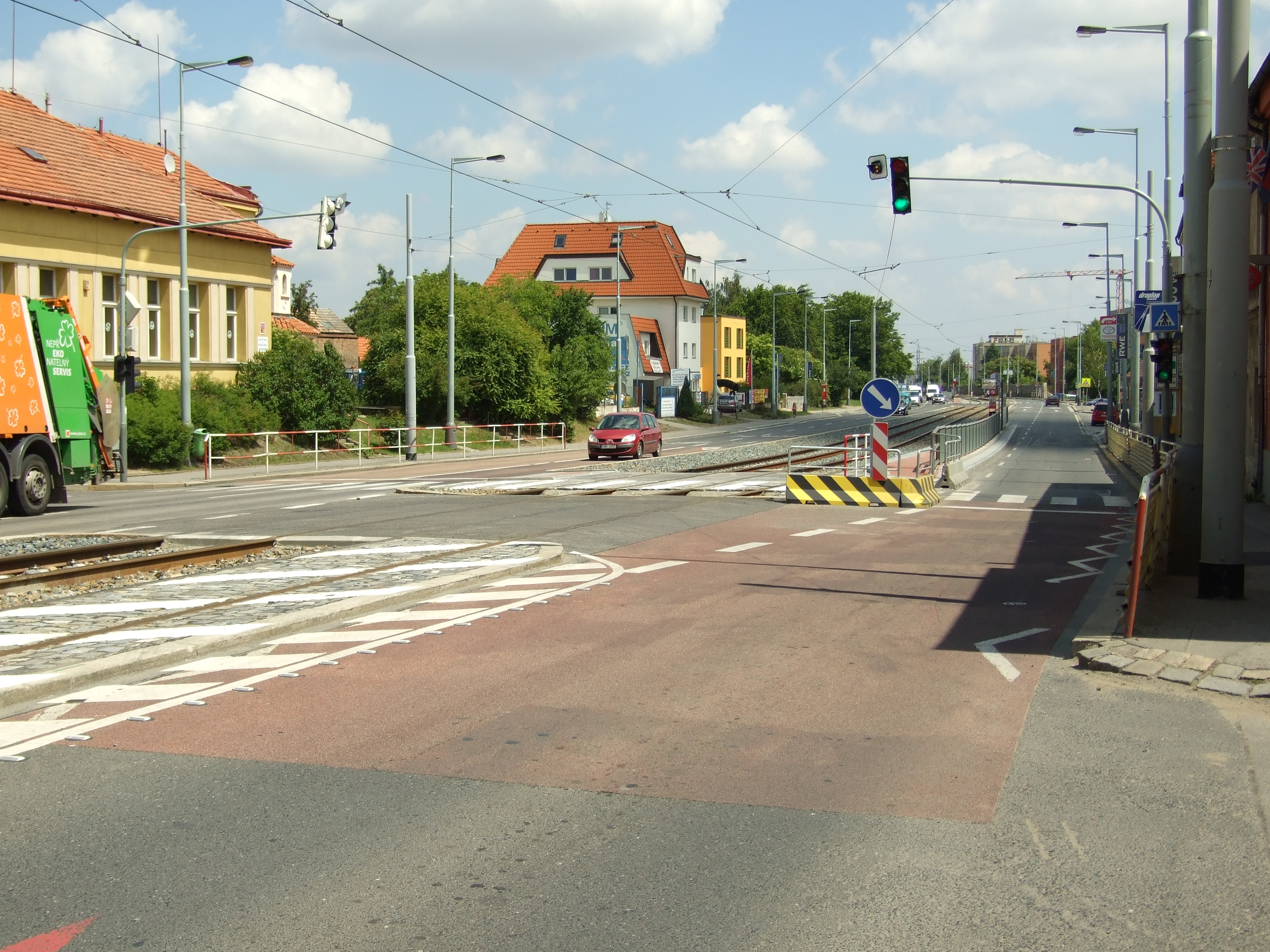
Okolí zastávky Malý Břevnov po rekonstrukci v roce 2009

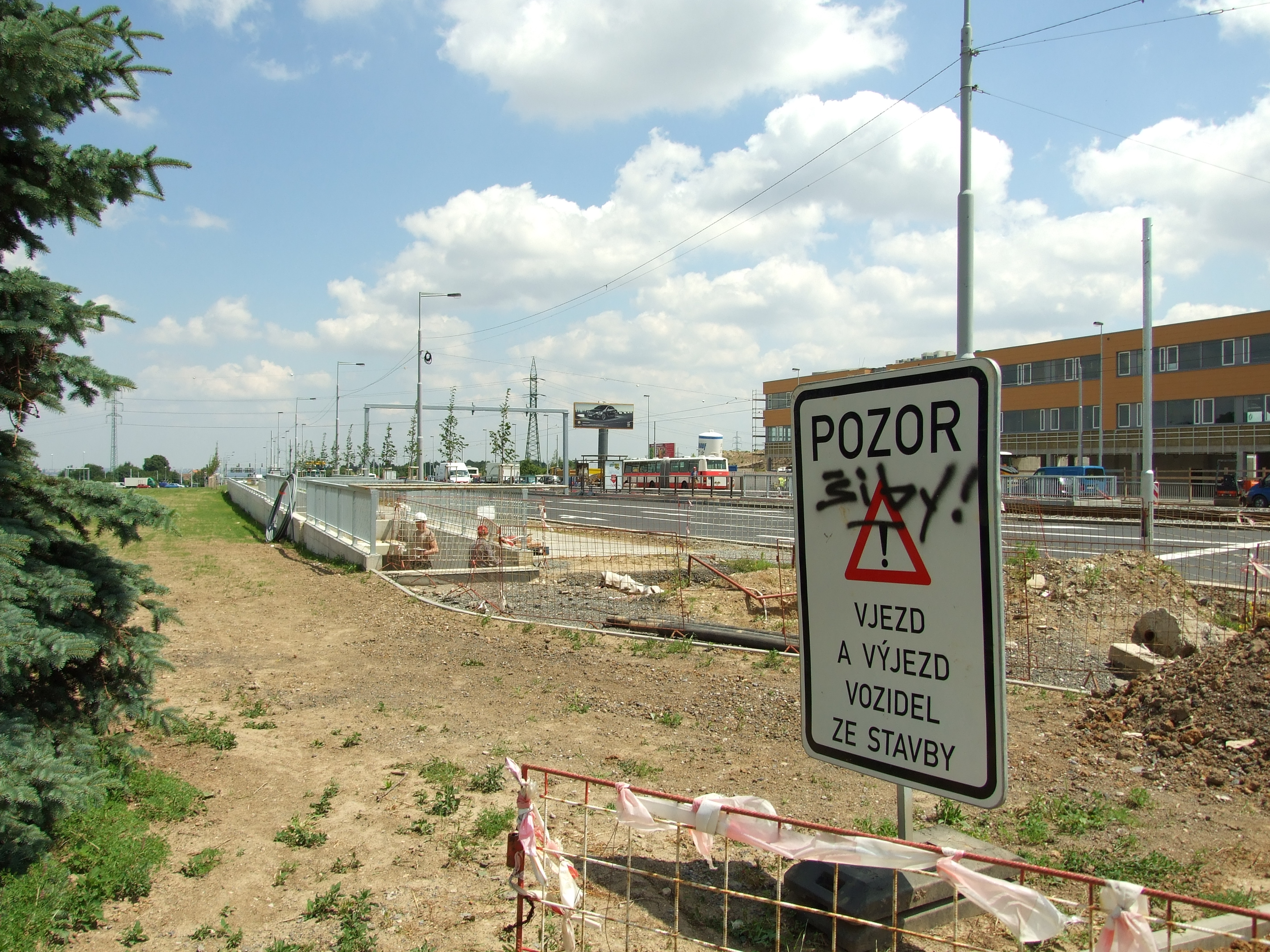
V souvislosti s výstavbou nového obchodního centra na Vypichu vznikla další zastávka na této tramvajové trase (snímek z června 2009). Součástí zastávky je i podchod.

30. ledna 1910 byla doprava po nové trati od Klárova do zastávky Královský Hrad zavedena linkou č. 5. Ta pak byla s tratí prodloužena až na Pohořelec. Po reorganizaci linkového vedení 15. červenci 1914 linka 5 končila na Klárově, zatímco na Pohořelec pokračovala linka 1. V roce 1924 projížděla linka 1 celou tratí od Klárova až k zastávce U Markéty; v úseku Klárov – Pohořelec jezdila navíc ještě linka 10.
V roce 1924 a nejméně do konce 40. let projížděla Chotkovou ulicí ke Špejcharu a dále na Letnou okružní linka 2. V roce 1929 i 1938 a 1948 Chotkovou ulicí projížděly navíc i linky 7, 20 a 23, které pak pokračovaly přes Špejchar ke křižovatce Prašný most.
V roce 1929 celou trať od Klárova po Vypich projížděly linky 1 a 22, přičemž v oblasti Nového Světa linka 1 jela starou tratí a linka 22 novou tratí Jelení a Keplerovou ulicí. V roce 1938 i 1948 linka 1 končila na Vypichu a linka 22 na Bílé Hoře.
Linka 22 projíždí celou trať od Malostranské až po Bílou Horu po desítky let až dosud (2008). Její noční varianta (nyní s číslem 57) objíždí úsek Chotkovy sady – Dlabačov, který je v noci bez provozu, přes Špejchar a vozovnu Střešovice. Linka 22 v roce 1938 (když úsek Keplerovou ulicí nebyl v provozu) objížděla úsek Chotkovy sady – Dlabačov přes Špejchar a vozovnu Střešovice, ale v roce 1948 již jezdila opět kolem Hradu.
V roce 1948 na Malovanku Myslbekovou ulicí ústila linka 8 a končila na Královce.
Po reorganizaci 13. března 1961 končila linka 8 stále na Královce, linka 22 na Vypichu a linka 2 na Bílé Hoře.
V roce 1975 Chotkovu silnicí směrem ke Špejcharu a Prašnému mostu projížděly linky 2, 23 a 30. Linka 20 jela z Chotkovy kolem Hradu a na Brusnici odbočovala na Petřiny. Na Malovance na Bělohorskou ústily linky 2 a 8, linka 8 končila na Vypichu, linky 2 a 22 na Bílé Hoře.
Od roku 1978 z Chotkovy ke Špejcharu jezdila jen noční linka 22 (později 57), později přibyla i linka 18 a od 29. listopadu 2003 linka 20. V letech 1978–1991 se ulicí U Brusnice připojovala na trať linka 23, která jezdila ve špičkách pracovních dnů a končila na Vypichu. Linky 8 i 22 končily po roce 1978 na Bílé Hoře s výjimkou kratších období, kdy jedna či druhá linka byla zkrácena na Vypich.
Od 30. srpna 2003 úsek Malovanka – Bílá Hora opustila linka 8, kterou nahradila linka 25 na Bílou Horu a linka 15 na Vypich. V letech 1998–2008 končila na Malovance (manipulačně ve smyčce Královka) linka 23, která v centrální části trati posilovala linku 22. Od roku 2017 (s obnovením provozu od 16. května 2022) je na části tramvajové trati v provozu retrolinka 23, ukončená ve smyčce Královka (s totožnou výstupní i nástupní zastávkou).
Bod přestupu na metro je u stanice Malostranská, na městské autobusy u zastávek Malovanka, Vypich a Bílá Hora. Na Bílé Hoře navazuje i příměstský integrovaný autobus do Hostivice a zastavují zde i některé další příměstské a meziměstské linky jedoucí po Karlovarské ulici, například na Rakovnicko.

## Nehody a bezpečnost
V prosinci 1913 na nepřehledné jednokolejné trati v mimořádně úzké uličce na Novém Světě (Hradčany) na dnes již zrušeném úseku se střetly tři motorové vozy linky 5. Vozy byly velmi poškozeny a mnoho lidí utrpělo vážná zranění.
Chotkovou silnicí směly již od počátku jezdit jen tramvaje vybavené kolejnicovou brzdou. 24. ledna 1923 došlo k vážné dopravní nehodě, kdy tramvajový vlak u Jeleního příkopu vyjel z kolejí a prorazil zeď. V důsledku nehody byla před zatáčkou ve směru s kopce zřízena od 2. března 1923 zastávka Chotkova silnice, třebaže tu nebyla žádná přepravní potřeba. Na dodržování zastavení zde dohlížel zvlášť ustanovený dozorce, dodatečně ještě ministerstvo železnic nařídilo umístit v zastávce píchací hodiny, takže každý řidič tramvaje musel vystoupit a vyznačit, že skutečně zastavil. V roce 1935 byly zastávka i píchací hodiny odstraněny a nahrazeny bezpečnostním zastavovacím místem, jehož nedodržení se mělo trestat okamžitým přeřazením z provozní služby. Zrušeno bylo 1. května 1978.
31. května 1965 asi ve 4:50 řidička při jízdě od zastávky Hrad k zastávce Chotkovy sady neubrzdila tramvajovou soupravu linky 2 (vozy 3055 + 1536) s asi 80 cestujícími, vjela do výhybky nepřiměřenou rychlostí a vlečný vůz se 70 cestujícími vykolejil, převrátil se na levý bok, zdemoloval protisměrnou zastávku a zastavil se až nad horním vyústěním Myší díry. Motorový vůz se sice nepřevrhl, ale byl vlečným vozem otočen do protisměru. Zemřeli dva lidé na místě a tři další následkem zranění, dalších 16 osob utrpělo těžkou újmu na zdraví a přes 50 lidí lehčí zranění.
V pondělí 13. srpna 1973 motorový vůz 2294 na lince 23 v poslední den svého nasazení do provozu pří jízdě do kopce vykolejil v oblouku Chotkově ulici a narazil do oplocení Jeleního příkopu. Nehodu přežil téměř bez poškození a dnes je exponátem Muzea městské hromadné dopravy.
26. února 2001 před 18:44 v Jelení ulici vykolejila u pravotočivého oblouku souprava linky 23 jedoucí do centra (čelní vůz 8029) a čelně se srazila s protijedoucí soupravou linky 22. Vozy byly značně zdemolovány. V místě vykolejení byla na kolejích nalezena bílá mikrotenová taška s kovovými ozubenými koly, která při letmém pohledu vypadala jako hromádka sněhu.